# Aioun Al Atrouss (departement)
Ayoun el Atrous är ett departement i Mauretanien.   Det ligger i regionen Hodh El Gharbi, i den södra delen av landet, 700 km öster om huvudstaden Nouakchott.